# Джеймс Ейкастер
Джеймс Ейкастер (англ. James Acaster; нар. 9 січня 1985) — англійський комік, письменник і ведучий. Відомий своїми виступами на британських панельних шоу, стендап-програмою «Репертуар» на Netflix, подкастом про їжу Off Menu та шоу Hypothetical, у яких був співведучим. Він отримав чотири Чортлівські премії.
Після спроби стати барабанщиком, Ейкастер почав виступати в жанрі стендапу у 2008 році. Він отримав визнання за свої стендап-шоу на фестивалі Edinburgh Festival Fringe, де його п'ять разів номінували на найкращий виступ. Чотири його виступи на Fringe були адаптовані на Netflix у вигляді чотирисерійного стендап-серіалу Repertoire. Його стендап-випуск Cold Lasagne Hate Myself 1999 (2019) отримав премію Мельбурнського міжнародного комедійного фестивалю.
У 2018 році разом з Едом Ґемблом Ейкастер почав вести подкаст про їжу під назвою Off Menu, а з 2019 року був співведучим чотирьох сезонів панельного шоу Hypothetical на каналі Dave. Був запрошеним гостем на таких панельних шоу як Taskmaster, Would I Lie to You?, 8 out of 10 Cats і Mock the Week.
З'яви Ейкастера у радіопередачі Джоша Віддікомба на хвилі XFM перетворилися на повторювану рубрику під назвою Classic Scrapes, у якому він розповідав про помилки, через які потрапляв у незручні ситуації. Цей матеріал пізніше вийшов книгою James Acaster's Classic Scrapes (2017), яка потрапила до списку бестселерів The Sunday Times. Друга книжка Ейкастера Perfect Sound Whatever (2019) також стала бестселером Sunday Times; вона оповідає про життя Ейкастера у 2017 році через огляди альбомів, випущених у 2016. На 2022 рік запланована його третя книжка, James Acaster's Guide to Quitting Social Media: Vol. 1.

## Ранні роки
Джеймс Вільям Ейкастер народився в Кеттерінгу 9 січня 1985 року. Він відвідував середню школу Монтегю, далі вивчав музику в Нортгемптонському коледжі. Пізніше він працював асистентом вчителя в школі для дітей з аутизмом й у вільний час почав виступати зі стендапом.
До початку своєї комедійної кар'єри Ейкастер грав на барабанах у різних гуртах рідного міста, у тому числі в The Wow! Scenario та Capri-Sun Quartet. У складі останнього він використовував сценічний псевдонім Сер Вільям Строберрі. Коли гурт The Wow! Scenario розпався, він займався комедією, поки «вирішував, що насправді хоче робити». The Wow! Scenario записали альбом під назвою Stand in the Star: A Verse and a Chorus у 2007 році, але не випустили його; у 2017 році Ейкастер оголосив, що возз'єднався з групою, щоб закінчити альбом і що він буде доступний наступного року, але цього не сталося.

## Кар'єра
У 2008 році Ейкастер почав виступати як стендап-комік . У 2009 році він виступав на Edinburgh Festival Fringe разом із колегами-коміками Джошем Віддікомбом і Ніком Гелмом. У 2010 році він підтримував Джозі Лонг у турне, а в 2011 році — Мілтона Джонса.
У 2011 році він також з'явився у телепередачах Russell Howard's Good News Extra та Dave's One Night Stand, а також виступив на Единбурзькому фестивалі зі своїм першим сольним шоу, Amongst Other Things, з яким гастролював по Британії наступного року. Ейкастер з'явився в австралійській телепередачі Australia Versus, а також у програмі Кріса Аддісона Show and Tell на каналі E4, і був співведучим передачі My First Gig на радіо Resonance FM.
У 2012 році Ейкастер виступив в Единбурзі з програмою під назвою Prompt, яка отримала номінацію на Edinburgh Comedy Awards як найкраще комедійне шоу на фестивалі. 
У радіопередачі свого друга Джоша Віддікомба на радіо XFM Ейкастер вперше з'явився у 2012 році, де мав розповісти історію про дивну ситуацію, в яку він потрапив у минулому. Його перша історія виявилася настільки популярною, що його попросили продовжувати ділитися історіями щотижня. Ці розповіді, які Джош назвав англ. scrapes, а слухачі програми пізніше назвали classic scrapes, стали повторюваною рубрикою під назвою James Acaster's Classic Scrapes. Ейкастер розповідав, як танцював зі своїм братом на День святого Валентина, як ненавмисно налякав актора Адевале Акінуойє-Агбадже в ресторані Чікіто (ресторан), як син друга мучив його розіграшами з капустою і тому подібне. 
У період з січня по березень 2013 року Ейкастер виконав свій стендап Prompt на 14 майданчиках в Англії та Уельсі, також на Новозеландському міжнародному комедійному фестивалі. У грудні 2013 року він отримав нагороду Комедійної гільдії Нової Зеландії за найкращий міжнародний виступ. 
Единбурзький виступ Ейкастера 2013 року мав назву Lawnmower і також номінувався на премію фестивалю як найкращий виступ. У вересні 2013 року Ейкастер вперше з'явився в музично-комедійному панельному шоу BBC Never Mind the Buzzcocks.
Ейкастер часто з'являється на радіо, наприклад, мав півгодинну передачу James Acaster's Findings — Bread на BBC Radio 4, за участю Натаніеля Меткафа та Брайоні Ганни. У червні та липні 2014 року було записано серіал з чотирьох епізодів «Знахідки Джеймса Ейкастера», перший з яких вийшов в ефір 5 листопада 2014 року. У своєму телесеріалі Sweet Home Ketteringa (2014) він мандрує своїм рідним містом, досліджуючи його історію та свіжоспечене суперництво з сусіднім містом Корбі через те, що в останньому відкрився магазин Primark.
Виступ Ейкастера в Единбурзі в 2014 році називався Recognize; у квітні й травні він презентував його в Австралії та Новій Зеландії, де отримав нагороду Новозеландського міжнародного комедійного фестивалю за найкраще міжнародне шоу. Цей виступ знову був номінований на Edinburgh Comedy Award як найкраще комедійне шоу 2014 року — втретє поспіль для Ейкастера. Упродовж осені 2014 року він виступив з ним на понад 30 британських майданчиках, і завдяки успіху жовтневих виступів у театрі Soho Theatre повторно виступав з цією програмою там же упродовж двох тижнів у грудні.
У 2015 році виступ Ейкастера в Единбурзі мав назву Represent і приніс йому четверту поспіль номінацію на Единбурзьку комедійну премію за найкраще шоу; таким чином він став другим артистом, якому це вдалося, після Ела Мюррея. Британське турне цього шоу тривало з жовтня по грудень 2015 року і завершилося в Lyric Theatre на Шефтсбері-авеню. Завдяки успіху цього шоу Ейкастер виступав із Represent у театрі Сохо упродовж тижня у березні 2016 року.
Recognize приніс Ейкастеру дві Чортлівські премії 2015 року.
У 2016 році Ейкастер написав шоу під назвою Reset. З ним він у квітрі-травні виступав на Мельбурнському міжнародному комедійному фестивалі і Новозеландському міжнародному комедійному фестивалі, потім на фестивалі Udderbelly Festival у червні та, нарешті, на Tringe Festival у Трінгу в липні. У серпні він виступив з цим шоу на Единбурзькому фестивалі, де став першим коміком, номінованим на премію за найкраще шоу на фестивалі п'ятий рік поспіль. У червні 2016 року Ейкастер був гостем на шоу Russell Howard's Stand Up Central, а в липні виступав у комедійному наметі на Latitude Festival. У вересні 2016 року він написав пілотний епізод для нового ситкому, We The Jury, для Бі-Бі-Сі.
У 2017 році Ейкастер виконував свої Recognize, Represent і Reset на різні майданчиках, по одному шоу щовечора три ночі підряд під загальною назвою The Trelogy. Також зі свого ранішого матеріалу він написав ще одне шоу, Recap, щоб тематично об'єднати їх усі. У вересні того ж року всі чотири шоу були відзняті для Netflix. Також у 2017 вийшла його перша книжка, James Acaster's Classic Scrapes, з історіями, які він розповідав у радіошоу та подкасті Джоша Віддікомба на XFM, і восени відбувся тур на підтримку книги. Classic Scrapes опинилася в списку бестселерів The Sunday Times.
У березні 2018 року на Netflix вийшов чотирисерійний стендап-серіал Ейкастера під назвою Repertoire, який складається з чотирьох окремих годинних виступів, які він написав раніше: «Recognise», «Represent», «Reset» та «Recap». Початкова реакція на «Репертуар» була дуже позитивною, він отримав рейтинг 8,3 на IMDb. У липні 2018 року Ейкастер виступав на комедійній сцені музичного фестивалю в Корнбері. Разом з Едом Гемблом почав вести щотижневий подкаст під назвою Off Menu. У подкасті Гембл, Ейкастер і запрошений гість обговорють закуску, основну страву, гарнір, десерт і напій своєї мрії.
У 2019 році Ейкастер отримав Чортлівську премію за найкраще шоу зі своїм випуском Cold Lasagne Hate Myself 1999. У серпні 2019 Headline Publishing Group опублікували його другу книжку, яка має назву Perfect Sound Whatever й описує нав'язливу задачу зібрати якомога більше музики 2016 року, за яку він взявся у 2017-му. Цього року Ейкастер отримав нагороду Мельбурнського міжнародного комедійного фестивалю, ставши першим британським коміком, якому це вдалося за дев'ять років. У квітні 2020 року стартував подкаст Ейкастера з BBC Sounds під назвою James Acaster's Perfect Sounds.
Ейкастер, Ромеш Ранганатан і Джеймс Корден озвучили трьох мишей і з'явилися в ролі трьох перетворених лакеїв у фільмі «Попелюшка» 2021 року. У 2022 році він опублікував наступну свою книжку — James Acaster's Guide to Quitting Social Media: Vol. 1.
Його стендап-шоу Cold Lasagne Hate Myself 1999 вийшло на Vimeo в березні 2021 року, а в 2022 році його номінували на премію Critics Choice Award як найкращий комедійний спецвипуск .

## Особисте життя
Він зустрічався з англійською акторкою театру і стендапу Луїзою Форд, поки вона не покинула його заради Ровена Аткінсона в 2013 році. Потім він зустрічався з новозеландською Роуз Матафео з 2014 по 2017 рік.
В інтерв'ю і своїх шоу Ейкастер говорить про боротьбу з депресією та регулярну терапію.

## Фільмографія
| Рік          | Назва                                 | Роль                 | Примітки                              |
| ------------ | ------------------------------------- | -------------------- | ------------------------------------- |
| 2014         | Edinburgh Comedy Fest Live            | самого себе          | епізод 1                              |
| 2014         | Comedy Up Late                        | самого себе          | сезон 2, епізод 4                     |
| 2014-2016    | Sweet Home Ketteringa                 | ведучий              | документальний серіал                 |
| 2015         | Josh                                  | Майк                 | сезон 1 епізод 4                      |
| 2015         | Drunk History: UK                     | самого себе          | сезон 1, епізоди 1, 7                 |
| 2015         | Live at the Apollo                    | самого себе          | сезон 11, епізод 5                    |
| 2016         | We the Jury                           | автор/сценарист      | непроданий пілотний епізод            |
| 2016         | Live from the BBC                     | самого себе          | сезон 1, епізод 3                     |
| 2016         | Stand Up Central                      | самого себе          | сезон 2 епізод 4                      |
| 2016–present | Sounds Random                         | ведучий              |                                       |
| 2018         | James Acaster: Repertoire             | самого себе          | комедійні випуски Netflix             |
| 2018         | Taskmaster                            | Contestant           | сезон 7                               |
| 2018         | A1: The Long Road to Edinburgh        | самого себе          | документальний                        |
| 2019–present | Hypothetical                          | співведучий          | з Джошем Віддікомбом                  |
| 2019         | The Great Celebrity Bake Off for SU2C | учасник              | сезон 2                               |
| 2020–2021    | The Big Fat Quiz of the Year          | самого себе          |                                       |
| 2020         | The Last Leg of the Year              | самого себе          |                                       |
| 2020         | Cold Lasagne Hate Myself 1999         | самого себе          | комедійний спецвипуск                 |
| 2021         | Попелюшка                             | Джон                 | фільм на Amazon Prime Original        |
| 2022         | The Island                            | сценарист            | телесеріал; також виконавчий продюсер |
| 2023         | Seize Them!                           | Felix the Ironmonger | фільм                                 |

## Нагороди та номінації
| Рік  | Премія                            | Категорія           | Результат | Прим.  |
| ---- | --------------------------------- | ------------------- | --------- | ------ |
| 2015 | Chortle Awards                    | Breakthrough Act    | Перемога  | [ 49 ] |
| 2015 | Chortle Awards                    | Best Show           | Перемога  | [ 49 ] |
| 2016 | Chortle Awards                    | Best Show           | Номінація | [ 50 ] |
| 2019 | Chortle Awards                    | Best Show           | Перемога  | [ 51 ] |
| 2019 | Chortle Awards                    | Comedians' Comedian | Перемога  | [ 51 ] |
| 2021 | Critics' Choice Television Awards | Best Comedy Special | Номінація | [ 52 ] |